# Pauravas
En la mitología hindú, los páuravas son los hijos del rey Puru, descendientes de la rama más antigua del clan lunar (que decía descender del dios Soma, que reinó en la India en paralelo al clan solar fundado por el rey Iksuakú (hijo del mítico rey-dios Manu).
Los pauravas son los antepasados comunes de los pándavas y los kauravas, los legendarios protagonistas del texto épico-religioso Majábharata (siglo III a. C.).